# Henriette Jacoby
Pour les articles homonymes, voir Jacoby.
Henriette Jacoby est un film allemand muet réalisé par Richard Oswald, sorti en 1918. Il est l'adaptation de la deuxième partie du roman écrit par Georg Hermann intitulé Jettchen Geberts Geschichte.

## Fiche technique
- Titre original : Henriette Jacoby
- Réalisation : Richard Oswald
- Scénario :  Richard Oswald
- Directeur de la photographie : Max Fassbender
- Sociétés de production : Richard-Oswald-Produktion
- Pays d'origine :  Allemagne
- Longueur : 1393 mètres, 4 bobines
- Format : Noir et blanc - 1,33:1 - Muet
- Dates de sortie : 
  -  Allemagne : 13 décembre 1918

## Distribution
- Mechthildis Thein
- Conrad Veidt
- Leo Connard
- Martin Kettner
- Julius Spielmann
- Clementine Plessner
- Else Bäck
- Max Gülstorff
- Helene Rietz
- Robert Koppel
- Ilka Karen
- Hugo Döblin
- Fritz Richard